# Hr.Ms. Soemba (1926)
Hr. Ms. Soemba was een Nederlandse flottieljevaartuig van de Floresklasse vernoemd naar het Indonesische eiland Soemba. Het schip is gebouwd door scheepswerf en machinefabriek Wilton uit Rotterdam.

## Voor de Tweede Wereldoorlog
Na de indienstname maakte de Soemba samen met de Flores de oversteek van Den Helder naar Nederlands-Indië. Tijdens deze reis deden de schepen de havens van Sevilla, Tunis, Port Said, Aden en Colombo aan. Op 10 augustus 1926 arriveerden beide schepen in de haven van Sabang. In 1935 werd de Soemba geherclassificeerd als kanonneerboot.

## Tijdens de Tweede Wereldoorlog
Tijdens de Tweede Wereldoorlog voerde de Soemba actief patrouilles en konvooidiensten uit in Nederlands-Indië, de Perzische Golf en de Middellandse Zee.
De Soemba kreeg net de dag voor de Slag in de Javazee van vice-admiraal Helfrich orders om naar West-Sumatra te gaan. Ze werden daar door Japanners uit de lucht aangevallen, maar niet geraakt, en ontkwamen naar Colombo. Daar werd de Soemba ingedeeld bij de Britse Eastern Fleet. Tot 1943 deden zij konvooidiensten.
Van Bombay ging de Soemba naar de Middellandse Zee. Tijdens de landing op Sicilië in juli 1943 ondersteunde de Soemba en haar zusterschip de Hr. Ms. Flores de troepen door het beschieten van diverse doelen. De beschietingen gingen op zo'n manier dat de Soemba en Flores de bijnaam 'Terrible Twins' van de Britse oorlogspers kregen. Enkele weken later, op 5 augustus, overleed de commandant, kapitein-ter-zee Sterkenburg aan verwondingen ten gevolge van een voltreffer op de brug.
Hugo van Roon, Dik van der Toorn en twee andere mariniers hebben commandant Sterkenburg begraven op het kerkhof van Syracuse. Fragment over Hr. Ms. Soemba en de begrafenis is te beluisteren op 28 minuten van het verhaal van Hugo van Roon.
Een maand voor D-day werd een telegram verzonden met de vraag of het beschadigde 15cm-kanon kon worden vervangen. De Britse officier die het telegram moest behandelen wist dat het verzoek weinig kans maakte maar dat het voor het moreel van de Nederlandse strijdkrachten wel van belang was dat een oorlogsschip was vertegenwoordigd in de eerste linie tijdens operatie Overlord. Daarop besloot captain Nicholl het verzoek in de vorm van een rijm te doen omdat hij wist dat het verzoek op deze manier meer kans maakte. Uiteindelijk ging de hele afwikkeling van het verzoek via limerick, in totaal tien stuks.
het verzoek van captain Nicholl:
A report has come in from the Soemba
That their salvoes go of like a Rhumba
Two guns, they sound fine,
But the third five point nine,
He am bust and refuse to go Boomba
De reactie van de Emergency Despair (repair) Section:
To find any yard for the Soemba
We've searched from the Clyde to the Hoomba
But we haven't got room
For van Tromp's ruddy broom
Much less for this useless old Loomba
De limericks zorgden er uiteindelijk wel voor dat de Soemba samen met de Flores kon deelnemen aan de landing in Normandië. De schepen ontvingen een Koninklijke Vermelding bij Dagorder.

## Na de Tweede Wereldoorlog
Na de oorlog fungeerde de Soemba als radarinstructieschip (1946-1951) en vervolgens tot 1956 als vliegtuigdirectieschip. Na de uitdienstname van de Soemba in 1956 werd het schip als logementsschip voor het duikbedrijf in Den Oever gebruikt, hiermee volgde het schip de Hr. Ms. Castor op.